# Valea Mare (Săvârșin), Arad
Valea Mare este un sat în comuna Săvârșin din județul Arad, Banat, România.

## Legături externe

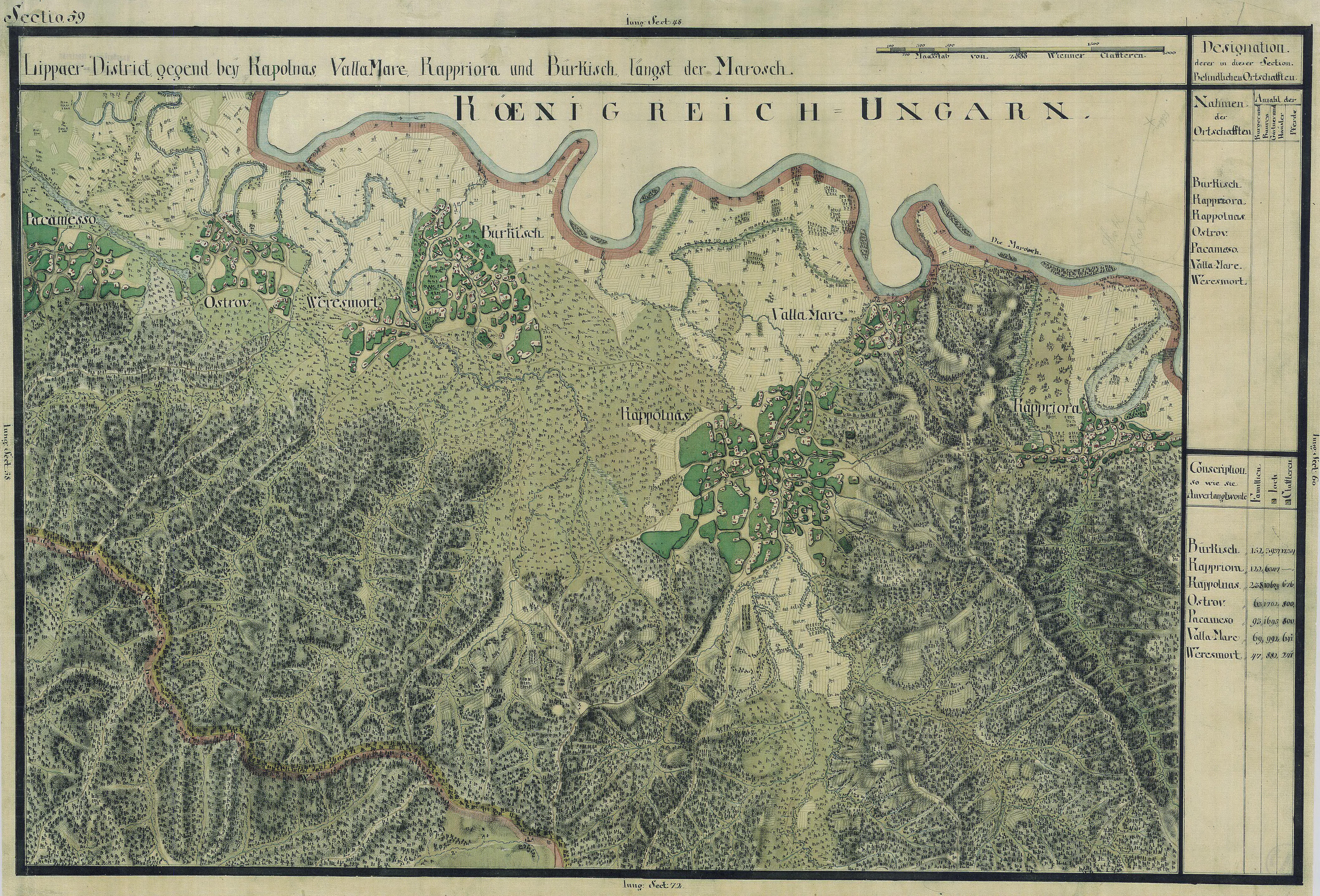
Valea Mare în Harta Iosefină a Banatului, 1769-72